# Diisopropylamid lithný
Diisopropylamid lithný (anglicky lithium diisopropylamide, zkratka LDA) je organická sloučenina lithia se vzorcem [(CH3)2CH]2NLi. Používá se v organické syntéze jako silná zásada; jeho časté používání vyplývá z dobré rozpustnosti v nepolárních rozpouštědlech a z nenukleofilní povahy této látky. V čisté podobě jde o bezbarvou pevnou látku, ovšem často se připravuje a používá pouze jako roztok.

## Příprava a struktura

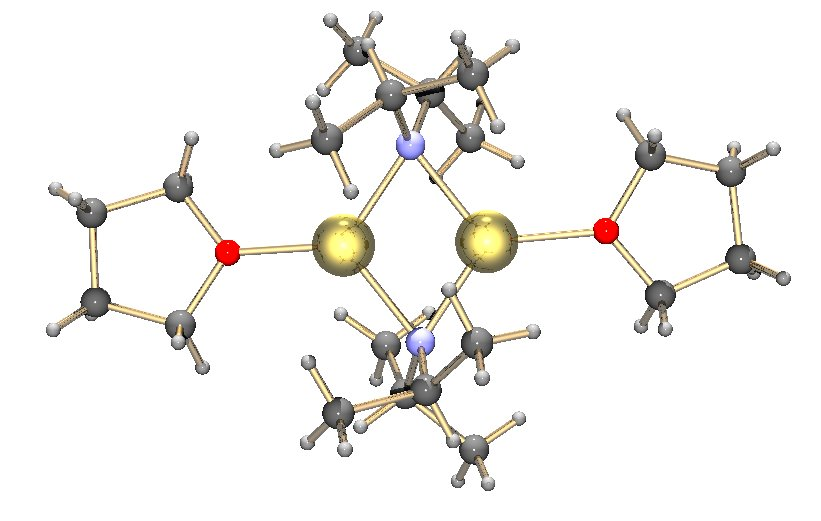
Dimer diisopropylamidu lithného v THF koordinovaný na kationty Li^{+}

Diisopropylamid lithný se obvykle připravuje reakcí chladného (0 až −78 °C) roztoku diisopropylaminu v tetrahydrofuranu (THF) s N-butyllithiem.
Při disociaci je diisopropylamid protonován za vzniku diisopropylaminu. Diisopropylamin má v THF pKa 36, jeho konjugovaná zásada může tedy deprotonovat kyselejší sloučeniny; řada těchto sloučenin patří mezi kyseliny s obecným vzorcem R2CHZ, kde Z = C(O)R', CO2R' nebo CN. Běžné protické funkční skupiny jako alkoholy a karboxylové kyseliny lze také snadno deprotonovat.
Podobně jako většina ostatních organolithných sloučenin není diisopropylamid lithný solí, ale přesto je značně polární. V roztocích vytváří shluky; míra shlukování závisí na vlastnostech použitého rozpouštědla. V THF se vyskytuje převážně jako solvatovaný dimer. V nepolárních rozpouštědlech, k jakým patří mimo jiné toluen, tvoří oligomery, které jsou navzájem v rovnováze závislé na teplotě; při pokojové teplotě jsou v největších množstvích přítomny trimery a tetramery. Při snižování teploty dochází k tvorbě pentamerních i složitějších oligomerních struktur.
V pevném skupenství je tato látka značně pyroforická, ovšem v roztocích tuto vlastnost obvykle nemá. Je komerčně dostupná ve formě roztoků v polárních aprotických rozpouštědlech jako jsou THF a diethylether, ovšem pro použití v malých množstvích (do 50 mmol) je mnohem častější a méně nákladná příprava přímo v laboratoři.

## Kinetické a termodynamické zásady
Deprotonace karbonových kyselin může být řízena kineticky i termodynamicky. Při kineticky řízené deprotonaci je třeba použít zásadu, která obsahuje stericky ovlivněné funkční skupiny; například při použití fenylacetonu při deprotonaci vzniknou dva různé enoláty. Ukázalo se, že když diisopropylamid lithný deprotonuje methylovou skupinu, tak se jedná o kineticky řízenou reakci. Slabší zásady jako jsou alkoxidy, které substrát deprotonují vratně, vytvářejí termodynamicky stabilnější benzylové enoláty. Alternativou k použití slabých zásadad je přítomnost silných zásad v nižších koncentracích, než má příslušný keton; například u směsi hydridu sodného s tetrahydrofuranem nebo dimethylformamidem (DMF) reaguje zásada pouze na rozhraní mezi roztokem a pevnou fází. Molekula ketonu může být deprotonována na kinetickém místě. Vzniklý enolát může reagovat s dalším ketonem a vytvořit tak výměnou protonů termodynamický enolát, a to i v aprotických rozpouštědlech, která neuvolňují hydroniové ionty.
Za určitých podmínek může diisopropylamid lithný fungovat jako nukleofil.